# Utraquisme
L’utraquisme, ou mouvement des calixtins, est un mouvement hussite bohémien qui se forma au commencement du XVe siècle. Les utraquistes étaient ainsi nommés parce qu'ils communiaient et demandaient que l'eucharistie soit donnée sous les deux espèces du pain et du vin (sub utraque), et parce qu'ils réclamaient l'usage du calice pour les laïcs. 

## Histoire

Expansion du courant hussite sur les terres de Bohême entre 1419 et 1620, avec indication des frontières actuelles.

L'utraquisme est une doctrine chrétienne propagée à partir de 1414 par Jacques de Mies dit Jacobellus, professeur de philosophie à l'université Charles de Prague. Elle pose en principe la communion des laïcs sous les deux espèces (le pain et le vin) ; jusqu'alors, le partage du vin était réservé aux clercs.
Les utraquistes étaient une faction modérée des hussites, au regard des taborites, orébites et Orphelins tchèques. Ils sont parfois désignés comme « Pragois » ou « Calixtins » (du latin calix, pour leur emblème, le calice). En 1433, le concile de Bâle satisfit leur demande sur l'eucharistie, et à partir de 1436 les Compactata de Prague assurèrent leur liberté religieuse.
Aussi les utraquistes rallièrent-ils finalement le camp du Saint-Siège ; en 1434, ils défirent les extrémistes taborites et les Orphelins de Bohême à la bataille de Lipany. Après ce succès, il n'y eut plus en Bohême d'autres hussites que les utraquistes, comme le montre le règne de George de Podebrady, qui obtint même la conversion de Tábor à l'utraquisme.
Au XVIe siècle, les Hussites se fondent dans les Frères moraves.
On donne encore le nom de Calixtins aux Syncrétistes,, sectateurs de George Calixte.